# Bergheim (Bajorország)
Bergheim település Németországban, azon belül Bajorországban. Lakosainak száma 1984 fő (2023. december 31.).

## Népesség
A település népessége az elmúlt években az alábbi módon változott:
| Lakosok száma | 1150 | 669  | 1854 | 1864 | 1935 | 1877 | 1876 | 1877 | 1953 | 1984 |
|               | 1970 | 1975 | 2011 | 2012 | 2014 | 2015 | 2017 | 2019 | 2022 | 2023 |